# Ad-Damir
Ad-Damir (tiếng Ả Rập: الدامر, đã Latinh hoá: Ad-Dāmar) là thủ phủ bang Sông Nin ở Sudan. Dân số thành phố là 122.944 người vào năm 2012.

## Địa lý
Trung tâm thành phố nằm trên độ cao 367 mét so với mực nước biển. Ad-Damir nằm ở hữu ngạn sông Nin, cách thành phố Atbara khoảng 10 km về phía nam và cách thủ đô Khartoum 250 km về phía đông bắc.

## Nhân khẩu
Dưới đây là dân số của Ad-Damir qua các năm:
| 1973   | 1983   | 1993   | 2012    |
| ------ | ------ | ------ | ------- |
| 17.086 | 25.345 | 50.995 | 122.944 |

## Kinh tế
Người dân thành phố chủ yếu làm nghề chăn nuôi gia súc, đồng thời phát triển thương mại và dịch vụ.
Khu chợ của Ad-Damir, Soug as-Sabit, là một trong những khu vực buôn bán quan trọng trong vùng. Các mặt hàng được trao đổi chủ yếu là gia súc, bao gồm lạc đà. Ngoài ra còn có một số doanh nghiệp thủ công mỹ nghệ.